# Château de Montricoux
Maison du Temple de Montricoux
Le château de Montricoux est situé à l'entrée des gorges de l'Aveyron entre Nègrepelisse et Bruniquel et sur les anciennes routes (route nationale 658 et route nationale 664) entre Caussade et Saint-Antonin-Noble-Val sur la commune de Montricoux  dans le département de Tarn-et-Garonne.

## Architecture
Le château communique avec le donjon du XIIe siècle. Le donjon comporte au rez-de-chaussée : la salle de garde, une salle voutée à berceau brisé, une cheminée monumentale, des fresques templières d'inspiration mauresque, ainsi que deux étages reliés par un escalier à vis.
En 1187, la construction du donjon est achevée et forme une forteresse médiévale. La tour était couronnée de quatre tourelles en encorbellement, détruites à la révolution. Elle est carrée, en pierre taillées dans un calcaire dur. Les murailles sont hautes d'une vingtaine de mètres, avec quatre contreforts extérieurs.
Le rez-de-chaussée est occupé par la salle des gardes, magnifique salle voutée dont le berceau brisé s'épanouit à plus de 7 mètres du sol et décorée de fresques aux motifs géométriques d'inspiration mauresque. Ce décor est simple avec des teintes d'ocres, de blancs et de bruns.
Les deux étages supérieurs sont reliés par un petit escalier à vis. Un petit passage de guetteur surplombe la salle de garde.
Grande demeure d'inspiration toscane, sa rotonde d'entrée ovale, aux quatre statues monumentales réalisées par Jean-Marie-Joseph Ingres, se distribue sur de grandes pièces en enfilade le long de la façade avec des boiseries XVIIIe siècle, et un escalier en pierre équipé d'une très belle rambarde dans l'esprit « Retour d'Égypte  ».

## Historique

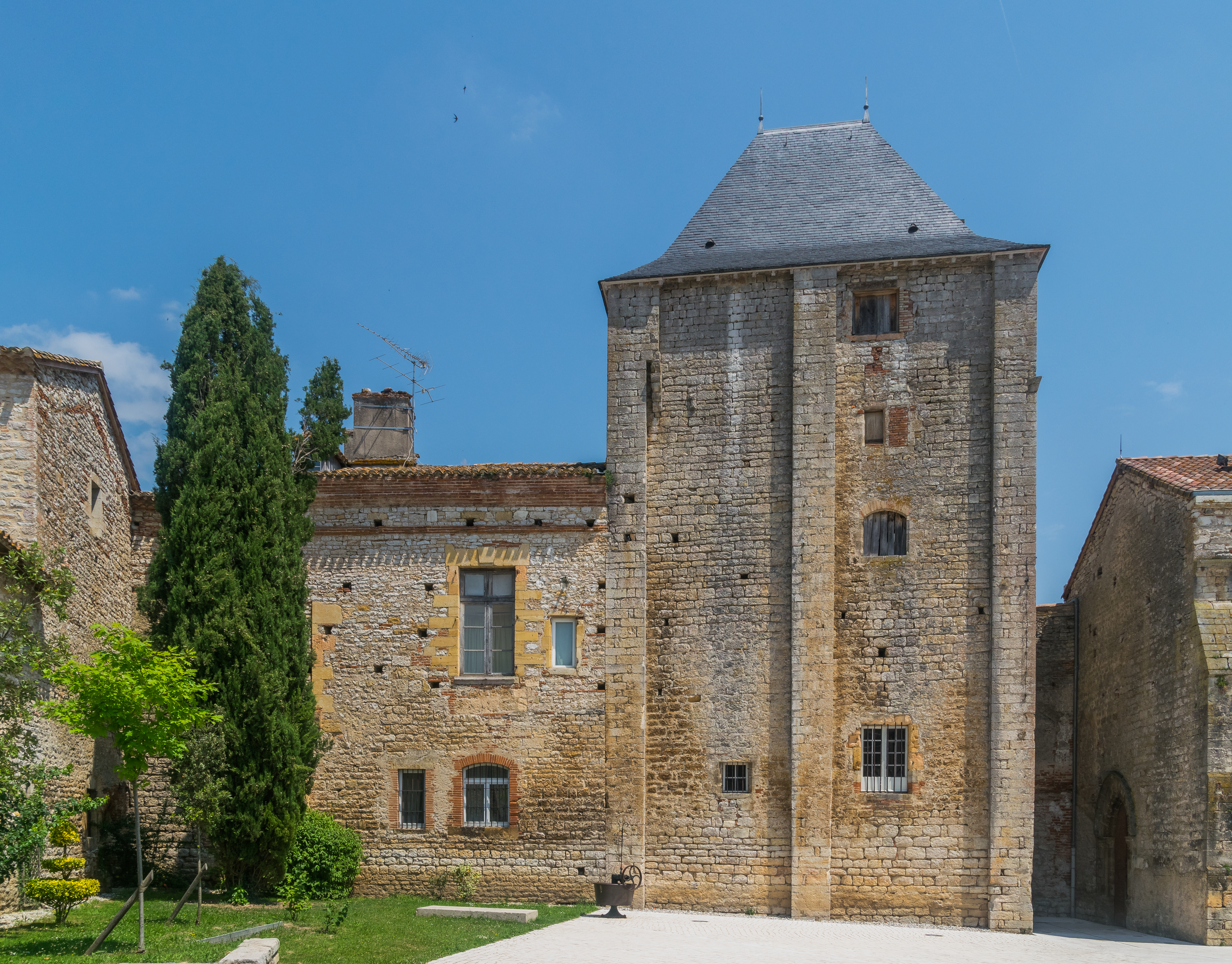
L'ancien donjon templier

Ancienne commanderie du XIIe siècle : le 14 mai 1181, les moines de Saint-Antonin donnent la seigneurie de Montricoux aux chevaliers de l'ordre du Temple.
- En 1312/13, Philippe le Bel transmet la maison du Temple de Montricoux à Esquieu de Floyran[2], l'un des principaux délateurs des Templiers[3]
- En 1322, elle lui appartenait toujours[4].
- Cette commanderie est finalement dévolue comme les autres biens du Temple aux Hospitaliers.
- En 1332, l'ordre de Saint-Jean de Jérusalem vend la seigneurie de Montricoux à Pierre Duèze, frère du pape Jean XXII[5]. La  seigneurie devient alors propriété de la famille Duèze / Caraman pendant trois siècles.
- En 1568, les calvinistes montalbanais prennent d'assaut le château, le pillent et l'incendient, pendant les guerres de religion.
- En 1616, la seigneurie et terre est vendue à Maximilien de Béthune, duc de Sully ; elle est érigée pour lui en comté.
- En 1653, les demoiselles Marie et Anne de Maurez achètent le château.
- En 1689, le comté de Montricoux passe dans la famille de Malartic.
- En 1724, Pierre Hippolyte de Malartic hérite du château donné par Angélique de Malartic, qui en conserve la jouissance.
- En 1730, le comte de Malartic habite le château, fait reconstruire la nouvelle partie XVIIIe en y intégrant le vieux donjon.
- EL 7 novembre 1927, le donjon est inscrit au titre des monuments historiques[6].

## Musée Marcel-Lenoir
Le château abrite le musée Marcel-Lenoir (1872-1931), établissement privé (Claude Namy, président fondateur) qui conserve 130 dessins, pastels, aquarelles, huiles et fresques de cet artiste.